# Carya collina
Carya collina är en valnötsväxtart som beskrevs av Kendall Laughlin. Carya collina ingår i släktet hickory, och familjen valnötsväxter. Inga underarter finns listade i Catalogue of Life.